# أرنولد براون (عسكري)
أرنولد براون (بالإنجليزية: Arnold Brown)‏ هو عسكري أسترالي، ولد في 22 يوليو 1894 في Hunters Hill, New South Wales ‏ في أستراليا، وتوفي في 6 مارس 1960 في خليج باتيمانز ‏ في أستراليا.